# 톨바야르비-애글래야르비 전투
톨바야르비-애글래야르비 전투(핀란드어: Tolvajärven–Ägläjärven taistelu)는 1939년 12월 12일 핀란드와 소련 사이에 벌어진 전투이다. 겨울전쟁 최초의 대규모 공세작전이었으며, 핀란드가 승리했다. 핀란드군 1개 연대가 소련군 2개 보병사단 및 1개 기갑여단을 박살내면서 겨울전쟁 남부전선의 교착에 큰 기여를 했다.

## 배경
1939년 11월 30일 겨울전쟁이 시작되자, 라도가 호수 북부에 주둔하던 핀란드군은 압도적인 소련군에게 제압되기 전에 우선 후퇴한다는 사전 계획을 실행하기 시작했다. 그때까지만 해도 도로도 제대로 깔려 있지 않은 라도가 북부 삼림지대에 소련군이 대규모 병력을 파견하는 것은 불가능하다는 것이 핀란드 지도부의 판단이었다. 그러나 소련군은 수오얘르비와 톨바얘르비(오늘날의 러시아 톨바야르비) 사이에 도로를 깔아가면서 1개 사단을 전진시켰고, 소련군의 진격은 핀란드 제4군단의 통신선 유지에 큰 위협이 되었다.
이 위협에 맞서기 위해 핀란드 최고사령부는 탈벨라 부대를 조직하고 그 지휘를 파아보 탈벨라 대령에게 맡겼다. 핀란드군은 히르바섀르비와 톨바얘르비의 얼어붙은 호수를 통해 소련군 사단을 포위하기로 계획했다. 히르바섀르비를 통한 북쪽에서의 공격은 08시 정각에 시작되었으며, 이 공격이 성과가 있으면 톨바야르비를 통해 남쪽에서도 협공하기로 했다. 그러다 나중에는 그냥 양쪽 모두 08시 정각에 공격을 시작하는 것으로 계획이 변경되었다.

## 전투
히르바섀르비에 배치된 핀란드군 2개 대대는 곧 핀란드의 측면을 공격하려고 준비하고 있던 소련군 제718연대와 마주쳤다. 핀란드군은 정오가 될 때까지 싸우다가 자기네 방어선으로 물러났다. 이 공격은 본래 목적을 이루지는 못했으나 소련군 718연대가 핀란드군을 측면공격하거나 남쪽의 소련군에게 증원군을 보내는 것을 방지하였다.
핀란드 제16연대 2대대는 도로를 따라 공격을 준비하고 있었으나 소련군 제609연대의 공격을 받았다. 핀란드군은 포병의 지원을 받은 뒤 반격할 능력을 갖추었다. 핀란드군의 공격은 두 호수 사이의 좁은 지협에 위치한 여관을 목적지로 계속되었다. 16연대 연대장 아아로 파야리는 예비대를 이용해 여관 주위의 소련군을 협공하기로 했다. 핀란드군은 여관을 함락시켰고, 미처 빠져나가지 못한 소련 연대장은 여관 안에서 시체로 발견되었으며 연대의 각종 서류도 탈취되었다.
핀란드군은 밤을 틈타 다시 얼어붙은 호수들을 건너 퇴각했다. 아침이 밝자 탈벨라 대령은 다시 한번 공격을 명령했고, 소련군 제139사단은 쭉쭉 밀리다가 12월 20일에서 22일 사이에 톨바얘르비에서 20 킬로미터 정도 떨어진 애글래얘르비(오늘날의 러시아 야글랴야르비) 근교에서 궤멸되었다. 139사단을 지원하기 위해 증원된 소련군 제75사단 역시 핀란드군과 교전했으나 이기지 못하고 물러났다.

## 결과
핀란드군은 100 명 이상이 사망하고 250여 명이 부상을 입었다. 소련군의 피해는 훨씬 커서 1000 명 이상이 사망하고, 야포 2문, 대전차포 여러 문, 전차 20여 대, 기관총 60정을 잃었다. 톨바얘르비 전투는 핀란드의 중요한 공세 승리가 되었으며, 핀란드군 전체 사기에 중요한 영향을 미쳤다. 이후 라도가 호 일대에서는 산발적인 교전만 일어날 뿐 큰 전투가 일어나지 않았고, 이곳의 핀란드군은 겨울전쟁 종전 시점까지 전선을 유지했다.
핀란드군 지휘관 두 명은 이 공적으로 승진했다. 1939년 12월 18일 파아보 탈벨라는 소장이 되었고 아아로 파야리는 대령이 되었다.